# Zeche Anna
Die Zeche Anna war ein Steinkohlen-Bergwerk in Essen-Altenessen.

## Geschichte
Mehrere Gewerke fassten 1842 einige Grubenfelder im Bereich südwestlich von Altenessen unter dem Namen Zeche Anna zusammen. Es wurde eine gleichnamige bergrechtliche Gewerkschaft gegründet.
1845 wurde nördlich des Bahnhofes in Altenessen mit dem Abteufen eines Schachtes Anna begonnen. Die im Verlauf des Abteufens sich ergebenden technischen Schwierigkeiten führten aber zu einer Einstellung aller weiteren Arbeiten im Folgejahr. Die Gewerkschaft musste liquidieren. Der 1847 gegründete Kölner Bergwerks-Verein übernahm nun den gesamten Besitz der Gewerkschaft Anna. Im selben Jahr wurde mit dem erneuten Abteufen eines Schachtes Anna begonnen. Dieser lag direkt an der heutigen Gladbecker Straße. Der Schacht erreichte 1849 das Steinkohlengebirge und konnte 1851 die Förderung aufnehmen. Der Schacht wurde mit einem Malakowturm ausgestattet. Bereits 1857 wurde ein Meilerbetrieb zur Verkokung der geförderten Kohle in Betrieb genommen.
Im Anschluss begann nun der Kölner Bergwerks-Verein, den Grubenfeldbesitz nach Norden bis zu Emscher hin zu vergrößern. Aus den anfänglich geplanten Anschlussanlagen für die Zeche Anna wurde 1872 die Zeche Emil-Emscher errichtet. Ab 1880 wurde neben Schacht Anna als Ersatz für die alten Meiler eine Kokerei errichtet. Die Förderung stieg bis auf 120 000 t jährlich an.
1895 wurde der Malakowturm über Schacht Anna durch ein Stahlfördergerüst ersetzt. Von 1896 bis 1901 wurde neben Schacht Anna zusätzlich ein Wetterschacht ohne Fördereinrichtung geteuft. Die Förderung erreichte den Wert von 220 000 t bei 900 Beschäftigten.

## Stilllegung
Nach Inbetriebnahme der neuen Zentralförderanlage Emil 1/2 1905 wurde eine Verbindungsstrecke zwischen dieser Schachtanlage und der Schachtanlage Anna aufgefahren. Langfristig wurde geplant, die Förderung auf Emil 1/2 zusammenzufassen. 1911 wurde die Förderung auf Anna eingestellt, und komplett auf Emil verlagert.
Die Schächte Anna 1/2 wurden fortan als Seilfahrt- und Wetterschachtanlage der Zeche Emil-Emscher geführt. In dieser Funktion verblieben die Schächte bis 1952 bzw. 1970.

## Heutiger Zustand
Nach Aufgabe des Baufeldes Anna-Carl des nachmaligen Bergwerks Emil-Fritz 1970 wurden die verbliebenen Tagesanlagen abgebrochen. Das ehemalige Zechengelände an der Kreuzung Gladbecker Straße/Krablerstraße ist durch Gewerbebebauung genutzt.
Am und auf dem Parkplatz des Media Markt befinden sich die Protegohauben von Schacht 1 und 2.